# Naqb al Ḩalfāyah
Naqb al Ḩalfāyah är ett bergspass i Egypten.   Det ligger i guvernementet Mersa Matruh, i den nordvästra delen av landet, 600 km väster om huvudstaden Kairo. Naqb al Ḩalfāyah ligger 122 meter över havet.
Terrängen runt Naqb al Ḩalfāyah är platt söderut, men norrut är den kuperad. Havet är nära Naqb al Ḩalfāyah åt nordost.  Trakten runt Naqb al Ḩalfāyah är nära nog obefolkad, med mindre än två invånare per kvadratkilometer. Närmaste större samhälle är As Sallūm, 6,8 km nordväst om Naqb al Ḩalfāyah. Trakten runt Naqb al Ḩalfāyah är ofruktbar med lite eller ingen växtlighet.